# Maliattha plumbata
Maliattha plumbata là một loài bướm đêm trong họ Noctuidae.